# Maxime Pourkaïev
Maxime Alexeïevitch Pourkaïev (en russe : Максим Алексеевич Пуркаев), né le 14 août 1894 à Nalitovo (Gouvernement de Simbirsk, Russie impériale) et décédé le 1er janvier 1953 à Moscou (Union soviétique) est un militaire soviétique et un chef militaire de la Seconde Guerre mondiale.

## Biographie
Il est recruté dans l'armée impériale russe en 1915. Il rejoint l'armée rouge en 1918. Pendant la guerre civile russe, il sert comme commandant de bataillon. En 1923, il entre à l'école d'officier de Vystrel. En 1936 il commence ses études à l'Académie militaire Frounze.
En 1938 il devient chef d'état-major du district militaire de Biélorussie, puis il est attaché militaire soviétique à Berlin au début de la Seconde Guerre mondiale en 1939. Il participe à la planification de l'invasion soviétique de la Pologne. En juillet 1940 il occupe le poste de chef d'état-major du district militaire de Kiev et dès le début de la guerre avec l'Allemagne, il sert comme chef d'état-major du front du sud-ouest (juin-juillet 1941) et plus tard dans la 60e armée. En 1942-1943, il est commandant du Front de Kalinine, il participe à l'Opération Mars. À partir d'avril 1943, sur le Front de l'Extrême-Orient. 
De septembre 1945 à janvier 1947, il exerce les fonctions de commandant du district militaire de l'Extrême-Orient et est nommé au Soviet supérieur de l'URSS de 1946 à 1950.